# Nucky Thompson
Enoch Malachi «Nucky» Thompson es un personaje de la serie de televisión de HBO Boardwalk Empire. Interpretado por Steve Buscemi, Nucky está basado en la figura política de Atlantic City Enoch L. Johnson. Nucky es el tesorero del Condado de Atlantic (Nueva Jersey), pero en realidad controla la región como un jefe político.

## Biografía del personaje
La serie empieza el 31 de diciembre de 1919, el día antes de que la ley seca entre en vigencia (aunque en realidad la prohibición comenzó el 16 de enero de 1920). Ese día se lo ve festejando junto a otros políticos locales, por la cantidad de dinero que harán contrabandeando alcohol. Nucky dirige su negocio desde el piso más alto del hotel Ritz-Carlton y hace una fortuna con el contrabando y otras actividades ilegales llevadas a cabo en Atlantic City.
En la primera temporada, Nucky es asistido por su hermano menor, Eli, el sheriff del condado, y James «Jimmy» Darmody, su chofer, guardaespaldas y protegido. La tensa relación de ellos con Nucky forma parte importante de la trama de la segunda temporada de la serie. Al igual que muchos aliados políticos en Atlantic City, Nucky tiene relaciones de negocios con Walter E. Edge, Johnny Torrio y Arnold Rothstein (todos ellos basados en sus respectivas figuras de la vida real).
Nucky comienza una relación con Margaret Schroeder, una viuda que se acerca a Nucky para que la ayude con su abusivo esposo. Después de ayudarla, a pesar de la participación de Margaret en el movimiento contra el consumo de bebidas alcohólicas, ella y sus dos hijos se mudan junto a él. Hacia el final de la segunda temporada, se casan. A menudo Margaret entra en conflicto consigo misma, debida a su amor por Nucky y, al mismo tiempo, sus sospechas y conocimientos de sus actividades criminales.

## Casting
Para elegir el actor que interpretaría a Nucky Thompson (basado en el político de la vida real Enoch L. Johnson), el creador de la serie Terence Winter quería alejarse lo máximo posible del Johnson de la vida real. «Si hubiésemos tenido que elegir con precisión al actor que se pareciera más al Nucky real, hubiésemos elegido a Jim Gandolfini», dijo Winter. La idea de elegir a Steve Buscemi para el papel principal llegó cuando Martin Scorsese mencionó que quería trabajar con el actor, a quien Winter conocía bien al haber trabajado con él en Los Soprano. Winter le envió el guion a Buscemi, quien respondió muy entusiasmado. «Pensé: '¡Ah! Casi me lamento haber leído esto, porque si no lo consigo será muy triste'. Mi respuesta fue: 'Terry, sé que estas viendo a otros actores'... y él dijo: 'No, no, Steve, dije que te queríamos a ti'». Scorsese dijo: «Me encanta la versatilidad que tiene, su sentido dramático, pero también su sentido del humor».
En 2012, Mark Wahlberg, productor ejecutivo de la serie, reveló que otra de las opciones que se barajaron para interpretar a Nucky fue la de Alec Baldwin.